# Schellenklinge
Die Schellenklinge ist eine etwa einen halben Kilometer lange Waldklinge in der Gemarkung des Stadtteils Neureut von Neuenstein im baden-württembergischen Hohenlohekreis. Der lange nahe der Gemarkungsgrenze von Neureut zur Stadt Niedernhall in einem großen Waldgebiet verlaufende, sie auf seinem Unterlauf zuletzt südwestwärts durchfließende Bach   mündet gegenüber dem Neureuter Wohnplatz Mühle von rechts in die untere Kupfer.

## Geographie

### Verlauf
Der Bach durch die Schellenklinge entsteht als zunächst nur kleines, begradigtes Rinnsal etwa 1⁄4 km östlich der L 1044 Niedernhall–Neuenstein-Neufels im Waldgewann Kohlhau auf etwa 344 m ü. NHN und fließt zwischen Erlen und Eschen am Ufer zunächst westwärts. Nachdem der Bach dabei die Landesstraße unterquert hat, beginnt er sich leicht zu schlängeln und wendet sich dabei auf mehr und mehr südwestlichen Lauf. Etwa 400 Meter nach der Straße durchläuft er einen über 0,1 ha großen Teich mit langgestreckter Insel darin; auch weiter abwärts in der Talmulde gibt es an den quellreichen Unterhängen des Schellenbergs rechts- und des Waldgewanns Altneufels linksseits einige weitere, aber deutlich kleinere Teiche.
Nach dem Teich im Lauf setzt rechtsseits die Waldwiese Schellenwiese ein, die nun mehr als einen halben Kilometer lang am rechten Ufer den Bach begleitet. Weniger als 300 Meter nach dem Teich mündet zuweilen von links aus dem Altneufels das Wasser eines kurzen Waldbachs zu. Nach diesem Zufluss wechselt der Bach aufs Stadtgebiet von Niedernhall über, das schon zuvor immer rechtsseits nahe an den Lauf grenzte. Zugleich weitet sich die rechts liegende Schellenwiese bis auf einen Viertelkilometer Breite.
200 Meter weiter beginnt auf etwa 305 m ü. NHN die starke Eintiefung des Bachlaufs in die bewaldete Schellenklinge. Sie ist eine der landschaftstypischen Muschelkalkklingen, in welcher der bis zu zwei Meter breite Bach auf schuttreicher Sohle steil talabwärts fließt, dabei am Ende von Felsplatten über kleine Fälle stürzt, an denen sich Kalksinter abscheidet. Die größeren Steinbrocken auf der Sohle und die Abbrüche sind oft mit Moos überwachsen. Neben dem Lauf stehen zuweilen kleine Feldwände. Der Klingenwald besteht aus verschiedenen Laubholzarten, überwiegend aus Eschen.
Gegenüber dem Neureuter Wohnplatz Mühle, einer Sägmühle, fließt der Klingenbach schließlich auf 245,6 m ü. NHN von rechts in die untere Kupfer ein, die dort auf der anderen Seite von einem Mühlkanal begleitet wird. Der Bach mündet nach 1,6 km langem Lauf mit mittlerem Sohlgefälle von etwa 61 ‰ also rund 98 Höhenmeter unterhalb seines Ursprungs im Kohlhau; fast zwei Drittel seines Gesamtgefälles durchläuft der Bach dabei auf seinem letzten Laufdrittel in der Schellenklinge.
Eine topographische Karte aus der ersten Hälfte des 20. Jahrhunderts zeigt noch keinen Teich im Lauf. Ihr zufolge begann auch die Waldlichtung Schellenwiese damals als anfangs noch schmales Flurband schon gleich nach der Landesstraße.

### Einzugsgebiet
Das Einzugsgebiet der Schellenklinge ist etwa 0,9 km² groß und gehört naturräumlich zum Ohrnwaldriedel genannten Teil des Unterraums Westliche Kocher-Jagst-Ebenen der Kocher-Jagst-Ebenen. Die höchsten Lagen am Ostrand im Waldgewann Weidenholz und am Nordrand auf dem Kamm des Schellenbergs erreichen wenig über 350 m ü. NHN.
Bis auf die weniger als ein Zehntel der Fläche umfassende Waldwiese Schellenwiese ist das ganze Gebiet mit Wald bestanden. Der größte Flächenanteil, am Oberlauf von Norden her bis etwas rechtsseits des Baches, am Unterlauf auch das gesamte linksseitige Einzugsgebiet, gehört zum Stadtgebiet von Niedernhall, der übrige zur Stadtteilgemarkung Neureut von Neuenstein. Besiedlung gibt es nirgendwo.
Im Norden und Osten grenzt das Einzugsgebiet des längeren Zimmerbachs an, des nächsten, größeren Zuflusses der Kupfer, im Südsüdosten das der Bernhardsklinge, deren etwas kürzerer Bach oberhalb der Schellenklinge in die Kupfer mündet.

### Zuflüsse und Seen
Hierarchische Liste der Zuflüsse und  Seen, jeweils von der Quelle zur Mündung. Gewässerlänge, Seefläche, Einzugsgebiet und Höhe nach den entsprechenden Layern auf der Onlinekarte der LUBW. Andere Quellen für die Angaben sind vermerkt.
Ursprung des Bachs durch die Schellenklinge auf etwa 344 m ü. NHN im Waldgewann Kohlhau östlich der L 1044 und nahe der Gemarkungsgrenze von Neuenstein-Neureut zu Niedernhall.
- Durchfließt auf etwa 324 m ü. NHN einen Teich am Beginn der Schellenwiese, über 0,1 ha.
- (Waldbach aus dem Gewann Altneufels), von links und Südosten auf etwa 318 m ü. NHN gegenüber der mittleren Schellenwiese, ca. 0,2 km[LUBW 7] und über 0,1 km².
  -  Entfließt auf etwa 322 m ü. NHN einem Waldteich im Altneufels, unter 0,1 ha.[LUBW 8]

Mündung des Bachs durch die Schellenklinge von rechts und zuletzt Nordosten auf 245,6 m ü. NHN gegenüber dem Neureuter Wohnplatz Mühle in die untere Kupfer. Der Bach ist 1,6 km lang und hat ein ca. 0,9 km² großes Einzugsgebiet.

## Geologie
Im überwiegenden Teil des Einzugsgebietes auf der Höhe rechtsseits der Kupfer steht der Lettenkeuper (Erfurt-Formation) an. Der Bach hat sich ab dem Beginn der Klinge in den darunter liegenden Oberen Muschelkalk eingeschnitten. Am nordöstlichen Rand des Einzugsgebietes ragt ein Streifen einer überwiegend außerhalb liegenden Lösssedimentinsel aus quartärer Ablagerung herein. Den Bachlauf begleitet von Anfang an ein holozänes Schwemmlandband. Der Bach mündet im Auenlehmband um den Fluss Kupfer.

## Natur und Schutzgebiete
Das Landschaftsschutzgebiet Kupfertal zieht sich vom Fluss die Schellenklinge und die Talmulde darüber herauf bis zum Teich im Lauf.

## Tourismus
Der Frankenweg (Hauptwanderweg 8) des Schwäbischen Albvereins auf seiner Etappe zwischen Künzelsau und Neuenstein verläuft in der Schellenwiese und steigt wenig abwärts der Schellenklinge ins Kupfertal ab.

### LUBW
Amtliche Online-Gewässerkarte mit passendem Ausschnitt und den hier benutzten Layern: Bachlauf durch die Schellenlinge und deren Einzugsgebiet

Allgemeiner Einstieg ohne Voreinstellungen und Layer: Daten- und Kartendienst der Landesanstalt für Umwelt Baden-Württemberg (LUBW) (Hinweise)
1. 1 2 3 4  Höhe nach dem Höhenlinienbild auf dem Hintergrundlayer Topographische Karte.
2. 1 2  Höhe nach grauer Beschriftung auf dem Hintergrundlayer Topographische Karte.
3. 1 2 3  Länge nach dem Layer Gewässernetz (AWGN).
4. 1 2  Einzugsgebiet abgemessen auf dem Hintergrundlayer Topographische Karte.
5. ↑  Natur teilweise nach dem Layer Geschützte Biotope.
6. ↑  Seefläche nach dem Layer Stehende Gewässer.
7. ↑  Länge abgemessen auf dem Hintergrundlayer Topographische Karte.
8. ↑  Seefläche abgemessen auf dem Hintergrundlayer Topographische Karte.
9. ↑  Schutzgebiete nach den einschlägigen Layern.

### Andere Belege
1. 1 2  Name der Schellenklinge nach dem Layer ALKIS Basis transparent von: Geoportal Baden-Württemberg (Hinweise)
2. ↑  Alter Umfang der Schellenwiese und kein Teich im Lauf nach:
  - Meßtischblatt 6723 Öhringen von 1933 in der Deutschen Fotothek
3. ↑  Wolf-Dieter Sick: Geographische Landesaufnahme: Die naturräumlichen Einheiten auf Blatt 162 Rothenburg o. d. Tauber. Bundesanstalt für Landeskunde, Bad Godesberg 1962. → Online-Karte (PDF; 4,7 MB)
4. ↑  Geologie nach den Layern zu Geologische Karte 1:50.000 auf: Mapserver des Landesamtes für Geologie, Rohstoffe und Bergbau (LGRB) (Hinweise)